# FK Kant
FK Kant (kirg. Футбол клубу «Кант») – kirgiski klub piłkarski, mający siedzibę w mieście Kant, na północy kraju.

## Historia
Chronologia nazw:
- 2007: Kant-77 Kant (ros. «Кант-77» Кант)
- 2010: FK Kant (ros. ФК «Кант»)
- 2010: klub rozwiązano

Piłkarski klub Kant-77 został założony w miejscowości Kant w roku 2007. Składał się z piłkarzy młodzieżowej reprezentacji Kirgistanu 1990 roku urodzenia. Został farm klubem Abdysz-Ata Kant. W 2007 zespół startował w Pucharze Kirgistanu oraz debiutował w Wyższej Lidze Kirgistanu, w której zajął 9.miejsce. W sezonie 2009 zajął końcowe 5.miejsce, ale z powodów finansowych nie przystąpił do rozgrywek w następnym sezonie. W 2010 zmienił nazwę na FK Kant. Część piłkarzy została wypożyczona do reaktywowanej Ałgi Biszkek. Potem klub został rozwiązany.

## Sukcesy

### Trofea międzynarodowe
Nie uczestniczył w rozgrywkach azjatyckich (stan na 31-12-2015).

### Trofea krajowe
| \| \| Zdobyte trofea w rozgrywkach Kirgistanu (stan na: 31-12-2015) \| |                                                               |      |            |
| Rozgrywki                                                              | Osiągnięcie                                                   | Razy | Sezon(y)   |
| Mistrzostwo                                                            | I miejsce                                                     | 0    |            |
| Mistrzostwo                                                            | II miejsce                                                    | 0    |            |
| Mistrzostwo                                                            | III miejsce                                                   | 0    |            |
| Mistrzostwo                                                            | 5.miejsce                                                     | 1    | 2009       |
| Puchar                                                                 | zdobywca                                                      | 0    |            |
| Puchar                                                                 | finalista                                                     | 0    |            |
| Puchar                                                                 | 1/4 finału                                                    | 2    | 2007, 2008 |
| II liga                                                                | I miejsce                                                     | ?    |            |
| II liga                                                                | II miejsce                                                    | ?    |            |
| II liga                                                                | III miejsce                                                   | ?    |            |
| Kirgistan                                                              | Zdobyte trofea w rozgrywkach Kirgistanu (stan na: 31-12-2015) |      |            |

## Stadion
Klub rozgrywał swoje mecze domowe na stadionie Sportkompleks Abdysz-Ata w Kant, który może pomieścić 3000 widzów.